# B-40 (U-Boot)
B-40 war ein russisches (ehemals sowjetisches) U-Boot der Foxtrot-Klasse. Es wurde 1965 in Leningrad auf Kiel gelegt und im Jahr 1993 ausgemustert.